# Кокшетау (городская администрация)
Городская администрация Кокшета́у (каз. Көкшетау қалалық әкімдігі; Көкшетау Қ.Ә.) — административно-территориальная единица в составе Акмолинской области, включающее в себя город Кокшетау. Общая площадь территории, подчинённой городской администрации составляет 425 км². Численность населения, в населённых пунктах, в составе администрации составляет 196 355 (начало 2025 года), из них 91.6 % живут в городе Кокшетау. Понятия «Кокшетауская городская администрация» и «город Кокшетау» не равнозначны.
Городскую администрацию возглавляет аким города Кокшетау, назначаемый акимом Акмолинской области в соответствии с Законом Республики Казахстан от 23 января 2001 года «О местном государственном управлении и самоуправлении в Республике Казахстан». В настоящее время обязанности главы Городской администрации Кокшетау исполняет Ануар Кумпекеев (с 11 ноября 2024 г).
Административный центр городской администрации — город Кокшетау.

## География
Городская администрация Кокшетау расположена внутри территории Зерендинского района в северной части Акмолинской области. Площадь территории, подчинённой городской администрации — 425 км2, из них 233,97 км2 — городская территория и 191 км2 — сельская.
Городская администрация Кокшетау граничит со следующими сельскими поселениями Зерендинского района:
- на западе с Садовым сельским округом;
- на севере с Конысбайским сельским округом;
- на востоке с Аккольским сельским округом;
- на юге с Чаглинским сельским округом.

## История
После прекращения полномочий исполкома Кокчетавского городского Совета народных депутатов в соответствии с Законом Республики Казахстан «О внесении на переходный период изменений и дополнений в Закон Казахской ССР «О местном самоуправлении и местных Советах народных депутатов Казахской ССР» от 13 января 1992 года создан новый орган исполнительной власти —  городская администрация, глава аппарата которой назначался главой областной администрации и осуществлял всю полноту власти на территории города.
Конституцией Республики Казахстан от 30 августа 1995 года было определено, что исполнительный орган возглавляет аким соответствующей административно-территориальной единицы, являющийся представителем Президента и Правительства республики. Решением акима Кокшетауской области от 07 октября 1995 года обязанности акима г. Кокшетау возложены на главу городской администрации, аппарат главы администрации преобразован в аппарат акима г.Кокшетау.
На нынешнем месте городского акимата г. Кокшетау, ранее располагалось одноклассное училище, позже в этом здании находилась СШ № 7, затем оно было снесено.
Совместным решением акима Кокшетауской области и Кокшетауского областного маслихата от 30 апреля 1997 года № С-13/411 изменены границы г. Кокшетау за счет включения в его черту села Красный Яр (Красноярского сельского округа) —  центра упраздненного Кокшетауского района.
На территории, подчиненной акимату г. Кокшетау, 6 памятников археологии (курганы — 3, могильник —1, поселение — 1, стоянка — 1). Памятники находятся к западу и северо-западу от областного центра, располагаясь по надпойменным террасам р. Чаглинки (р. Шагалалы) и берегам небольших озёр. Стоянка Садовое и поселение Красный Яр датируются неолитом и энеолитом (ботайская культура). Курганы и могильник Садовое датируются от эпохи бронзы до средневековья.

## Административное деление
Кокшетауская городская администрация (площадь 425 км²) состоит из 3 административных единиц (1 город, 1 поселковую администрацию и 1 администрацию сельского округа):
| №        | Административная единица             | Административный центр | Количество населённых пунктов | Население (1999) | Население (2009) | Население (2020) |
| -------- | ------------------------------------ | ---------------------- | ----------------------------- | ---------------- | ---------------- | ---------------- |
| 1e-06    | Городская администрация:             |                        |                               |                  |                  |                  |
| 1        | Город Кокшетау                       | город Кокшетау         | 1                             | 123 389          | 135 106          | 146 104          |
| 1.000002 | Поселковые администрации:            |                        |                               |                  |                  |                  |
| 2        | Станционная поселковая администрация | посёлок Станционный    | 1                             | 2 057            | 2 249            | 2 623            |
| 2.000003 | Сельский округ:                      |                        |                               |                  |                  |                  |
| 3        | Красноярский сельский округ          | село Красный Яр        | 2                             | 8 352            | 9 875            | 9 940            |

### Населённые пункты
В состав Кокшетауской городской администрации входят 4 населённых пунктов (из них: 1 город, 1 посёлок, 2 села).
| № | Населённый пункт | Тип                                | Население (1999) | Население (2009) | Код КАТО  | Административная единица             |
| - | ---------------- | ---------------------------------- | ---------------- | ---------------- | --------- | ------------------------------------ |
| 1 | Кокшетау         | город, административный центр      | 123 389          | ↗ 135 106        | 111010000 | Город Кокшетау                       |
| 2 | Красный Яр       | село, вкл. б. посёлок Чайкино      | 8 352            | ↗ 9 875          | 111033100 | Красноярский сельский округ          |
| 3 | Кызыл-Жулдыз     | село                               | 131              | ↘65              | 111033300 | Красноярский сельский округ          |
| 4 | Станционный      | посёлок городского типа (п. г. т.) | 2 057            | ↗2 249           | 111037100 | Станционная поселковая администрация |

## Местное самоуправление

### Глава города Кокшетау
- Гайса, Бауыржан Сейткалиевич (и. о.) — с 25 марта 2021 года

## Население
| Численность населения Кокшетауской городской администрации (тыс. чел.) по годам | Численность населения Кокшетауской городской администрации (тыс. чел.) по годам | Численность населения Кокшетауской городской администрации (тыс. чел.) по годам | Численность населения Кокшетауской городской администрации (тыс. чел.) по годам | Численность населения Кокшетауской городской администрации (тыс. чел.) по годам | Численность населения Кокшетауской городской администрации (тыс. чел.) по годам | Численность населения Кокшетауской городской администрации (тыс. чел.) по годам | Численность населения Кокшетауской городской администрации (тыс. чел.) по годам | Численность населения Кокшетауской городской администрации (тыс. чел.) по годам | Численность населения Кокшетауской городской администрации (тыс. чел.) по годам | Численность населения Кокшетауской городской администрации (тыс. чел.) по годам | Численность населения Кокшетауской городской администрации (тыс. чел.) по годам |
| Год                                                                             | 1970                                                                            | 1979                                                                            | 1989                                                                            | 1990                                                                            | 1991                                                                            | 1992                                                                            | 1993                                                                            | 1994                                                                            | 1995                                                                            | 1996                                                                            | 1997                                                                            |
| ------------------------------------------------------------------------------- | ------------------------------------------------------------------------------- | ------------------------------------------------------------------------------- | ------------------------------------------------------------------------------- | ------------------------------------------------------------------------------- | ------------------------------------------------------------------------------- | ------------------------------------------------------------------------------- | ------------------------------------------------------------------------------- | ------------------------------------------------------------------------------- | ------------------------------------------------------------------------------- | ------------------------------------------------------------------------------- | ------------------------------------------------------------------------------- |
| Население чел.                                                                  | 80,564                                                                          | ↗104,932                                                                        | ↗146,800                                                                        | ↗149,600                                                                        | ↗153,500                                                                        | ↗155,600                                                                        | ↘155,300                                                                        | ↘154,400                                                                        | ↘151,600                                                                        | ↘150,100                                                                        | ↘143,400                                                                        |
| Год                                                                             | 1998                                                                            | 1999                                                                            | 2000                                                                            | 2001                                                                            | 2002                                                                            | 2003                                                                            | 2004                                                                            | 2005                                                                            | 2006                                                                            | 2007                                                                            | 2008                                                                            |
| Население чел.                                                                  | ↘138,700                                                                        | ↘133,026                                                                        | ↘132,965                                                                        | ↘132,305                                                                        | ↗133,892                                                                        | ↘133,124                                                                        | ↗135,350                                                                        | ↗137,492                                                                        | ↗139,828                                                                        | ↗141,927                                                                        | ↗144,233                                                                        |
| Год                                                                             | 2009                                                                            | 2010                                                                            | 2011                                                                            | 2012                                                                            | 2013                                                                            | 2014                                                                            | 2015                                                                            | 2016                                                                            | 2017                                                                            | 2018                                                                            | 2019                                                                            |
| Население чел.                                                                  | ↗147,254                                                                        | ↗148,520                                                                        | ↗149,904                                                                        | ↘ 149,727                                                                       | ↗152,011                                                                        | ↗154,006                                                                        | ↗155,723                                                                        | ↗159,436                                                                        | ↗159,945                                                                        | ↘ 159,807                                                                       | ↘ 159,321                                                                       |
| Год                                                                             | 2020                                                                            | 2021                                                                            | 2022                                                                            | 2023                                                                            | 2024                                                                            | 2025                                                                            |                                                                                 |                                                                                 |                                                                                 |                                                                                 |                                                                                 |
| Население чел.                                                                  | ↗160,431                                                                        | ↗163,008                                                                        | ↗188,685                                                                        | ↗191,107                                                                        | ↗193,492                                                                        | ↗196,234                                                                        |                                                                                 |                                                                                 |                                                                                 |                                                                                 |                                                                                 |

| Название                             | Население, человек (1989) | Население, человек (1999) | Население, человек (2009) | Население, человек (2019) |
| ------------------------------------ | ------------------------- | ------------------------- | ------------------------- | ------------------------- |
| Кокшетау                             | 136 757                   | 123 389                   | 135 106                   | 145 161                   |
| Станционная поселковая администрация | 2057                      | 2132                      | 2249                      | 2595                      |
| Красноярский сельский округ          | 9300                      | 8483                      | 9940                      | 9940                      |

### Урбанизация
В городских условиях (город Кокшетау) проживают 179 514 (92.8 %) (начало 2024 года) населения городской администрации.

### Национальный состав
Национальный состав Кокшетауской Г. А. на начало 2024 года:
| Национальность | Численность (чел.) | Процентное соотношение |
| -------------- | ------------------ | ---------------------- |
| Казахи         | 120,719            | 62,38 %                |
| Русские        | 45 130             | 23,32 %                |
| Украинцы       | 7 490              | 3,87%                  |
| Немцы          | 4 782              | 2,47%                  |
| Татары         | 4 203              | 2,17%                  |
| Поляки         | 3 004              | 1,56%                  |
| Белорусы       | 2 124              | 1,10%                  |
| Ингуши         | 1 687              | 0,87%                  |
| Узбеки         | 478                | 0,25%                  |
| Азербайджанцы  | 397                | 0,21%                  |
| Корейцы        | 377                | 0,19%                  |
| Башкиры        | 294                | 0,15%                  |
| Армяне         | 261                | 0,13%                  |
| Кыргызы        | 250                | 0,13%                  |
| Молдаване      | 220                | 0,11%                  |
| Мордва         | 176                | 0,09%                  |
| Таджики        | 156                | 0,08%                  |
| Греки          | 138                | 0,07%                  |
| Чуваши         | 123                | 0,06%                  |
| Чеченцы        | 123                | 0,06%                  |
| Удмурты        | 104                | 0,05%                  |
| Литовцы        | 85                 | 0,04%                  |
| Другие         | 1 765              | 0,91%                  |
| Всего          | 193 492            | 100,00%                |

### Религиозный состав
Согласно Национальной переписи населения Республики Казахстан 2009 года:
| № | Представители конфессии | Численность | Процентное соотношение |
| - | ----------------------- | ----------- | ---------------------- |
| 1 | Мусульмане              | 83 436      | 56,65 %                |
| 2 | Христиане               | 60 168      | 40,85 %                |
| 3 | Буддисты                | 23          | 0,02 %                 |
| 4 | Иудеи                   | 33          | 0,02 %                 |
| 5 | Другие                  | 17          | 0,01 %                 |
| 6 | Неверующие              | 3 130       | 2,12 %                 |
| 7 | Отказались указать      | 488         | 0,33 %                 |
| 8 | Всего                   | 147 295     | 100,00 %               |

### Половозрастной состав
По данным Национальной переписи населения Республики Казахстан 2009 года:
| Возраст     | Мужчины, чел. | Женщины, чел. | Общая численность, чел. | Доля от всего населения, % |
| ----------- | ------------- | ------------- | ----------------------- | -------------------------- |
| 0 — 14 лет  | 14 465        | 13 844        | 28 309                  | 19,22 %                    |
| 15 — 64 лет | 48 947        | 57 775        | 106 722                 | 72,45 %                    |
| от 65 лет   | 4 075         | 8 153         | 12 228                  | 8,30 %                     |
| Всего       | 67 487        | 79 808        | 147 295                 | 100,00 %                   |

- Мужчины — 67 487 (45,80 %). Женщины — 79 808 (54,20 %).

## Образование
На начало 2014/2015 учебного года функционируют 24 дневные общеобразовательные школы, где учится 19521 учащийся, 15 колледжей с численностью учащихся 12925 человек, 5 высших учебных заведений, численность студентов - 9822 человека.

## Экономика
На 1.01.2015 года зарегистрировано 4797 хозяйствующих субъектов, из которых 29 крупных, 76 средних, 4692 малые. Посевная площадь сельскохозяйственных культур под урожай 2014 года составила 5,1 тыс. га, в том числе зерновые и зернобобовые культуры занимают 1,8 тыс. га, картофель и овощебахчевые культуры - 1 тыс. га. В 2014 году произведено 1,8 тыс. тонн зерна, 10,7 тыс. тонн картофеля, 4,8 тыс. тонн овощей, 0,6 тыс. тонн мяса (в живом весе), 3,1 тыс. тонн молока, 1380 тыс. штук яиц. Поголовье крупного рогатого скота на 1 января 2015 года составило 2,4 тыс. головы, овец и коз – 6,8 тыс. голов, свиней – 0,3 тыс. головы, лошадей – 1 тыс. голов, птицы – 5,7 тыс. голов.
Списочная численность работников за 2014 год составила 47953 человека, средняя номинальная заработная плата – 98821 тенге.Объём промышленной продукции за 2014 год составил 82158,1 млн тенге.
В 2014 году освоено инвестиций в основной капитал в сумме 26483 млн тенге. Объём подрядных работ в 2014 году составил 14186 млн тенге. Объём розничного товарооборота (без услуг общественного питания) в 2014 году сложился в размере 97495,8 млн тенге